# Нове Хради (Чешке Будјејовице)
Нове Хради (чеш. Nové Hrady) град је у Чешкој Републици. Град се налази у управној јединици Јужночешки крај, у оквиру којег припада округу Чешке Будјејовице.

## Становништво
Према подацима о броју становника из 2014. године град је имао 2.587 становника.